# Classe Duguay-Trouin
La classe Duguay-Trouin est une classe de croiseurs légers de 2e classe, construits pour la marine française dans les années 1922-1923.

## Caractéristiques

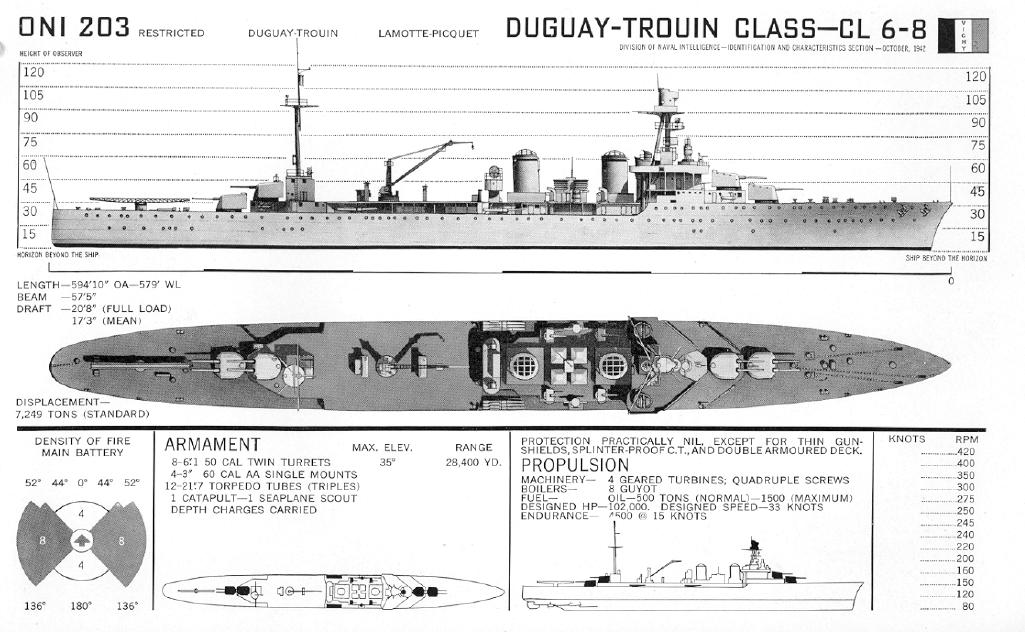
Livret ONI203 pour l'identification des navires de la marine française, édité par la Division du Renseignement Naval du Départment de la Marine de États-Unis (9 novembre 1942).

Ces croiseurs ont été les premiers croiseurs français construits après la Première Guerre mondiale. Ce sont les premiers en France à être armés d'une artillerie principale d'un calibre de 155 mm et d'une portée de 26 km. Le déplacement standard de référence, appelé déplacement Washington (du nom des traité naval de Washington de 1922 qui limitait les tonnages des cinq plus grandes marines), sans combustible ni eau de réserve est de 7 249 tonnes Washington. Ils emportent environ 1 500 t. de mazout. Aux essais, à pleine charge, ces trois croiseurs seront capables de tenir 30 nœuds de moyenne pendant 24 heures à demi-puissance. Disposant d'un très faible blindage, leur meilleur protection reste leur vitesse élevée avec un compartimentage serré. La dernière unité de cette classe, le Primauguet, est le premier navire français à recevoir une catapulte à air comprimé pour hydravions de type Penhoët.

## Navires de la classe
- Le Duguay-Trouin est bloqué à Alexandrie, au sein de la Force X jusqu'en 1943 où il reprend le combat aux côtés des Alliés. Il participe à la guerre d'Indochine. Il est retiré du service le 9 mars 1952.
- Le Lamotte-Picquet livra un combat victorieux contre la Marine thaïlandaise lors de la bataille de Koh Chang en janvier 1941. Désarmé en décembre 1941, il fut coulé le 12 janvier 1945, par l'aviation embarquée de l'U.S. Navy.
- Le Primauguet, fut coulé au combat le 8 novembre 1942 à Casablanca lors du débarquement américain en Afrique du Nord.